# Haltichella onatas
Haltichella onatas är en stekelart som först beskrevs av Walker 1843.  Haltichella onatas ingår i släktet Haltichella och familjen bredlårsteklar. Inga underarter finns listade i Catalogue of Life.